# Bowser Jr.
Bowser Jr., ou simplesmente "Jr." como ele só foi referido inicialmente em sua primeira aparição, é filho de Bowser, herdeiro do rei Koopa ao trono, é o antagonista secundário da série Mario. Bowser Jr. apareceu pela primeira vez em Super Mario Sunshine, e desde então tem ajudado seu pai para raptar a Princesa Peach e batalhar com Mario e Luigi. Bowser Jr. quer nada mais do que fazer mal e a vontade de seu pai, é raramente visto o lado emocional de Bowser, muitas vezes trazido por suas interações com seu filho.

## História
Bowser Jr. estreou em Super Mario Sunshine. Diferente do que parece, Bowser Jr. é o filho de Bowser, e não uma versão dele mais novo como Baby Bowser. Vale ressaltar que ele é o único filho oficial do vilão, já que o criador da série, Shigeru Miyamoto, esclareceu que os Koopalings não são filhos de Bowser.
Ele pode aparecer nos jogos normalmente, sem nenhum acessório; com um pincel mágico (que realiza todos os desejos de que o possuir, permitindo-o transformar-se em Shadow Mario) e uma bandana azul com o desenho do bigode de Mario que serve para cobrir a sua boca; ou com uma bandana branca com um desenho de dentes grandes e afiados, cobrindo novamente sua boca, que aparece em Mario Kart: Double Dash‼ e Mario Superstar Baseball.
Bowser Jr. (por vezes escrito como Bowser Junior) é o oitavo filho e herdeiro do trono Koopa. Bowser Jr. é aparentemente o mais novo dos oito filhos de Bowser e o descendente favorito dentre os Koopa King's (pelo menos, por enquanto). Seus outros sete filhos, que utilizaram para conquistar todos os reinos, agora estão regulamentados para simplesmente guardar o Castelo de Bowser. Bowser Jr., por outro lado, é autorizado a acompanhar o pai em vários regimes, como o de Super Mario Sunshine, New Super Mario Bros., New Super Mario Bros. Wii e New Super Mario Bros. U. Bowser Jr. parece ser o filho perfeito para Bowser como ele quer fazer nada, mas a vontade de seu pai (ou seja, sequestrar e destruir Mario e fazer a Peach como sua mãe). O próprio rei malvado ainda mostra emoções em direção a seu novo filho, um lado de Bowser que raramente é visto.
Como o herdeiro do trono, Bowser Jr. é, naturalmente, um membro de alto escalão dos Koopa Troopa. No entanto, há alguma ambiguidade sobre onde ele se encontra com respeito aos Koopalings, que foram originalmente retratados como os sete filhos de Bowser. Bowser Jr. e os Koopalings foram mostrados a trabalhar juntos em alguns planos de Bowser, embora eles não revelaram nenhuma relação formal. É também de notar que Bowser Jr. quase sempre usa sua bandana no rosto na presença dos Koopalings (uma exceção é quando é derrubado à força em um pouso forçado de dirigível), o que pode sugerir que ele se esforça para parecer mais importante em sua presença.

## Aparência
Bowser Jr. é de pele amarela semelhante ao seu pai com o mesmo amarelo e tom de pele, bem como uma cabeça de cor verde e um tufo de cabelo vermelho. Ele tem um pequeno dente na boca e um grande focinho, bem como pequenos olhos circulares que são na cor preta. Seu casco é verde com pequenos espinhos brancos. Em contrapartida, Bowser Junior normalmente usa uma bandana branca, que é decorado com um desenho de uma boca raivosa é usada como uma máscara (no entanto, está ausente em Mario Strikers Charged, ele usava uma bandana azul com bigode de Mario em Super Mario Sunshine). Esta bandana também é usado muitas vezes sobre seu estômago. Bowser Jr. também tem duas pulseiras de metal, enquanto Bowser usa quatro que estão todas cravejadas.

## Características
Como seu pai, Bowser Jr. pode cuspir fogo e é poderoso fisicamente, apesar de seu pequeno corpo. Seu tamanho exato varia de jogo para jogo; embora, em geral, ele gradualmente fica mais alto, pois era menor em Super Mario Sunshine porem em Super Mario Galaxy ficou maior do que Peach. De acordo com Mario Kart Wii , Bowser Jr. herdou uma má atitude de seu pai, evidente em seu lema. Ele também é mal-criado e mimado ainda revelou ser solitário, e quer ajudar seu pai e ser "herói do jogo", como disse Bowser em Mario Party: Island Tour.
Bowser Jr. foi dublado por Dolores Rogers, em 2002 a 2007. Em seguida, Caety Sagoian assumiu o papel na dublagem em Super Mario Galaxy.

## Aparições em outros jogos
Bowser Jr. aparece como um personagem jogável em Super Smash Bros. para Nintendo 3DS e Wii U e Super Smash Bros. Ultimate, lutando no topo de seu Junior Clown Car com Shadow Mario como seu Final Smash. Cada um de seus trajes alternativos o substitui por um dos Koopalings.